# Streat
Streat är en civil parish i Storbritannien.   Den ligger i grevskapet East Sussex och riksdelen England, i den södra delen av landet, 70 km söder om huvudstaden London. Antalet invånare är 158. Arean är 5,2 kvadratkilometer. Streat gränsar till Burgess Hill.
Terrängen i Streat är platt.